# كاثرين من بولونيا
كاثرين من بولونيا (من مواليد 8 سبتمبر 1413- 9 مارس 1463) هي كاتبة ومعلمة ومتصوفة وفنانة وقديسة إيطالية من جماعة راهبات بور كلير. كانت القديسة كاثرين دي فيغري (بالإيطالية) شفيعة للفنانين ضد مغريات الحياة، وقد كانت مبجلة وموقرة في مسقط رأسها بولونيا لما يقرب من ثلاثة قرون، قبل أن تُعلَن قداستها رسميًا في عام 1712 من قبل البابا كليمنت الحادي عشر. إنّ عيد القديسة كاثرين في تقويم القديسين هو في التاسع من شهر مارس.

## حياتها
تنحدر كاثرين من عائلة أرستقراطية، فهي ابنة بينفينوتا ماموليني من بولونيا، وجوفاني فيغري وهو كاتب عدل من مدينة فيرارا، عمل لدى ماركيز فيرارا، نيكولا الثالث ديستي. نشأت كاثرين في بلاط نيكولا الثالث كوصيفة لزوجته باريسينا مالاتيستا (توفيت في عام 1425)، وأصبحت صديقة دائمة لطفلته البيولوجية مارغريتا ديستي (توفيت في عام 1478). تلقت كاثرين خلال هذا الوقت، بعض التعليم في مجال القراءة والكتابة والموسيقى وعزف الكمان، وكان بمقدورها الاطلاع على مخطوطات مذهبة في مكتبة بلاط ديستي.
في عام 1426، بعد إعدام نيكولا الثالث لزوجته باريسينا بتهمة الخيانة الزوجية، غادرت كاثرين البلاط وانضمت إلى مجتمع من نساء البيجين اللواتي يعيشن حياة شبه دينية ويتّبعن قانون القديس أوغسطينوس. اختلفت نساء هذا المجتمع حول ما إذا كان عليهن الالتزام بقانون القديس فرانسيس، وهذا ما حدث في النهاية. حُوّل مقر البيجين في عام 1431 إلى دير بور كلير المحافِظ في كوربس دوميني، الذي كَبُر ونما. فقد كان يضم 12 راهبة في عام 1431 ليصبح العدد 144 راهبة بحلول نهاية القرن. عاشت كاثرين في كوربس دوميني في فيرارا معظم حياتها منذ عام 1431 وحتى عام 1456، وخدمت هناك كمعلمة للمبتدئات حديثات العهد في المسيحية. كانت كاثرين نموذجًا للتقوى وأسرّت عن رصدها لمعجزاتٍ وللعديد من الرؤى عن المسيح، ومريم العذراء والقديس توماس بيكيت ويوسف، بالإضافة إلى رؤيتها لأحداث مستقبلية، مثل سقوط القسطنطينية في عام 1453. كتبت كاثرين عددًا من الأطروحات الدينية والتسابيح والعِظات، وقد نسخت بنفسها ووضّحت بالرسوم كتاب صلواتها اليومية. طلب الفرانسيسكانيون وحكاّم بولونيا من كاثرين في عام 1455 أن تصبح رئيسة دير جديد للراهبات، سيُؤَسس تحت اسم كوربس دوميني في بولونيا. غادرت كاثرين فيرارا في يوليو من عام 1456 مع 12 أختًا ليبدأن مجتمعًا جديدًا، وبقيت هي رئيسة دير الراهبات هناك حتى وفاتها في 9 مارس من عام 1463. دفنت كاثرين في مقبرة الدير، ولكن بعد مضي 18 يومًا، انبثقت رائحة أخّاذة من التربة، ليُنبَش جثمانها سليمًا دون أي فسادٍ فيه. أعيد نقل الجثمان في النهاية إلى كنيسة صغيرة حيث لا يزال معروضًا، وتبدو القديسة كاثرين مرتدية لباسها الديني، موضوعة خلف الزجاج. كتبت لوميناتا بيمبو، الأخت الحالية من جماعة بور كلير، سيرة حياة القديسة كاثرين في عام 1469. تشكّلت طائفة بولونية محلية قوية تتبع للقديسة كاثرين دي فيغري لتصبح بياتا (مُباركة) في عشرينيات القرن السادس عشر ولكن لم تُعلن قداستها رسميًا حتى عام 1712.

## أعمالها الأدبية
إن أشهر نص كتبته كاثرين هو سبعة أسلحة روحانية ضرورية في الحرب الروحية، الذي تبيّن أنها أول ما كتبته في عام 1438، لتعيد صياغته وتعزيزه بين عامي 1450 و1456. على الرغم من أنها ربما عبرت عن أفكار مماثلة، إلا أنها أبقت النسخة المكتوبة مخفية حتى اقتراب موتها، ثم سلمتها باليد إلى كاهن الاعتراف الخاص بها مع تعليمات لإرسال نسخة إلى جماعة بور كليرز في فيرارا. يصف جزء من هذا الكتاب بإسهاب، رؤيتها لكل من الرب والشيطان. عُممت هذه الأطروحة في شكل مخطوط من خلال شبكة من أديرة بور كلير. أصبح نص سبعة أسلحة روحانية جزءًا مهمًا من حملة إعلان قداستها. طبع النص لأول مرة في عام 1475، وانتشر لاحقًا من خلال 21 طبعة في القرنين السادس والسابع عشر، بما في ذلك ترجمته إلى اللاتينية والفرنسية والبرتغالية والإنجليزية والإسبانية والألمانية. ليلعب هذا النص دورًا مهمًا في نشر التصوف المحلي في أواخر العصور الوسطى في بدايات الفترة الحديث. بالإضافة إلى ذلك، كتبت كاثرين تسابيح وعظات دينية قصيرة ورسائل، بالإضافة إلى قصيدة لاتينية من 5000 سطر بعنوان Rosarium Metricum، والحدائق الاثنا عشرة والعِظات. اكتُشفت هذه الأعمال نحو عام 2000 ووصفها الكاردينال جياكومو بيفي: «تُكتشف هذه الأعمال اليوم بجمالها المدهش. ويمكننا التيقن من أنّ القديسة كاثرين لم تكن غير مستحقة لشهرتها كشخصٍ مثقفٍ للغاية. ونحن اليوم في موقعٍ يسمح لنا بالتأمل في صرح حقيقي إلهي، بعد نص أطروحة في سبعة أسلحة روحانية المؤلف من أجزاء متميزة ومستقلة: الحدائق الاثنا عشرة، وهو عمل صوفي عن شبابها، تسبيح، وهو قصيدة لاتينية عن حياة السيد المسيح، والعِظات، وهي نسخ من كلمات كاثرين لأخواتها في الإيمان».